# Szilberek
Szilberek (szerbül Бачки Брестовац / Bački Brestovac, németül Ulmenau) település Szerbiában, a Vajdaságban, a Nyugat-bácskai körzetben, Hódság községben.

## Fekvése
Zombortól délkeletre, Hódságtól északra, Sztapár és Szentfülöp közt fekvő település.

## Története
1543-ban szerepel először neve az érseki úrbéri lajstromban, Nagy-Bresztovácz (major) néven.
1554-ben a török defterekben, a zombori nahijéban Besztovo néven felsorolt falucska 3 házzal, 1570. körül 5 házzal, 1590-ben pedig 8 adózó házzal.
1746-ban újonnan telepített kamarai faluként szerepelt, 1757-ben 1200 forint volt az adója.
A 19. század elejétől kiváló iparát is számon tartották.
1834-ben vegyes céh alakult a településen, és ugyanekkor kapott szabadalmat a kovácsok, kerékgyártók, kádárok, kötélverők, kalaposok, harisnyakötők, csizmadiák, üvegesek, vargák, szűcsök, szabók, festők, esztergályosok, asztalosok, takácsok céhe is.
1834-ben 5400 lakosa volt 874 házban, melyből 259 magyar, 4356 német, 750 szerb és 33 egyéb nemzetiségű volt.
1945-ig német többségű település volt, jelentős szerb kisebbséggel. A második világháború után deportálták a német lakosságot.
A község Katalinhegy nevű határrészén három régi halom és egy földvár is van.

## Népesség

### Demográfiai változások
| 1948 | 1953 | 1961 | 1971 | 1981 | 1991 | 2002 | 2011 |
| ---- | ---- | ---- | ---- | ---- | ---- | ---- | ---- |
| 5991 | 5795 | 5226 | 4589 | 3876 | 3737 | 3469 | 2819 |

## Nevezetességek

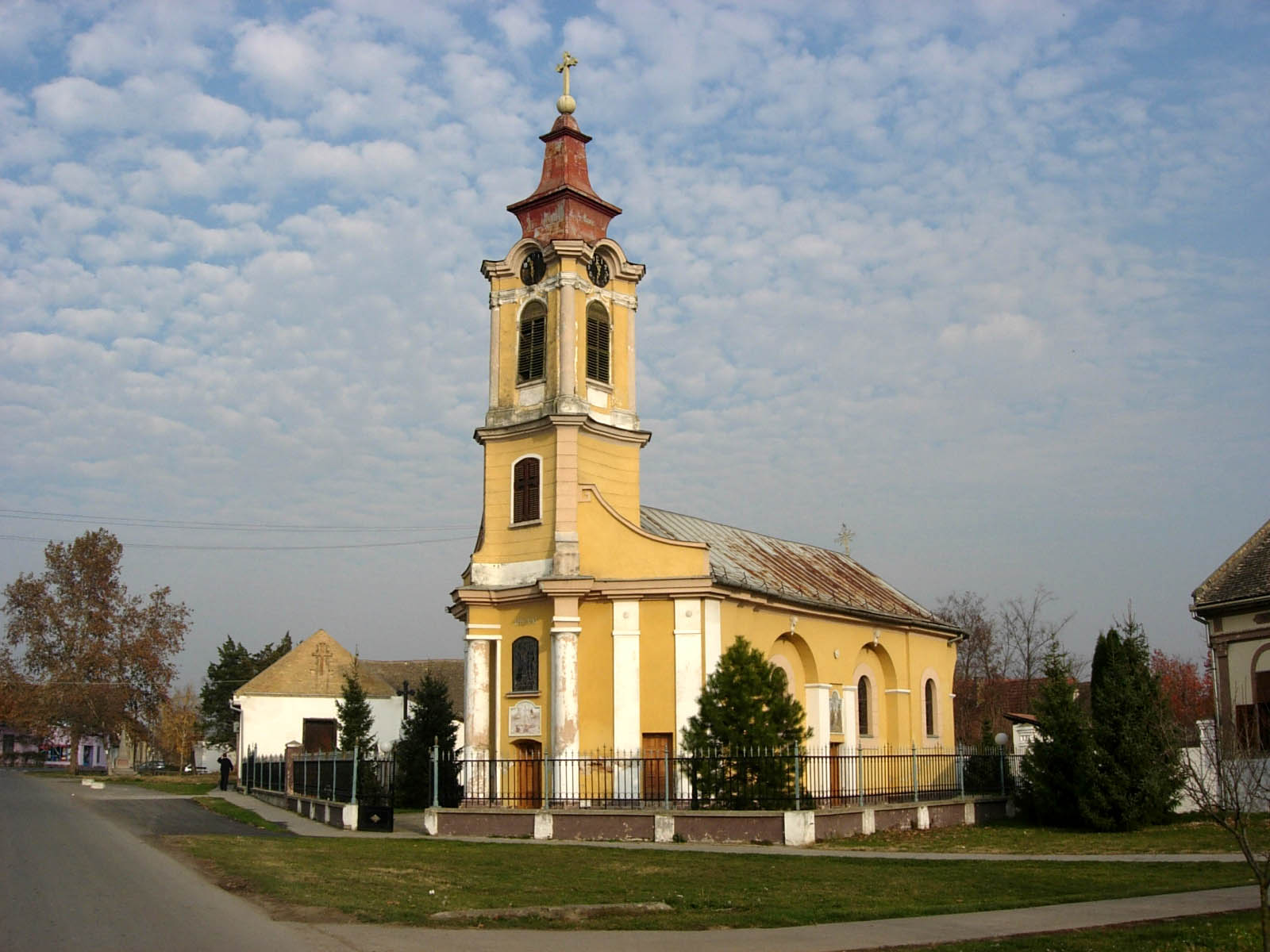
Az ortodox templom

- Római katolikus temploma - 1818-ban épült, 1852-ben és 1896-ban felújították
- Görögkeleti temploma - 1851-ben épült